# جی ال ایکس شاهین ۴
جی‌ال‌ایکس شاهین ۴ یک گوشی هوشمند ساخت شرکت ایرانی جی‌ال‌ایکس است که در سال ۲۰۲۵ میلادی(۱۴۰۴خورشیدی) به بازار عرضه شد.

## معرفی
جی‌ال‌ایکس شاهین ۴ چهارمین نسل از سری شاهین محسوب می‌شود که توسط شرکت ایرانی ارتباط همراه گویا اروند (GLX) تولید شده‌است. این گوشی در نوامبر ۲۰۲۴ معرفی شد و در آوریل ۲۰۲۵ به بازار ایران عرضه شد.

## مشخصات فنی
- صفحه‌نمایش: ۶٫۷۸ اینچ، آی‌پی‌اس ال سی دی، ۱۲۰ هرتز
- پردازنده: مدیاتک هلیو G99
- رم: ۸ گیگابایت
- حافظه داخلی: ۲۵۶ گیگابایت
- دوربین: دوربین اصلی ۵۰ مگاپیکسلی، دوربین ماکرو ۲ مگاپیکسلی، دوربین سلفی ۱۶ مگاپیکسلی
- سیستم‌عامل: اندروید ۱۴
- باتری: ۵۰۰۰ میلی آمپر ساعتی[۲]